# Vindecarea fiicei femeii cananeence

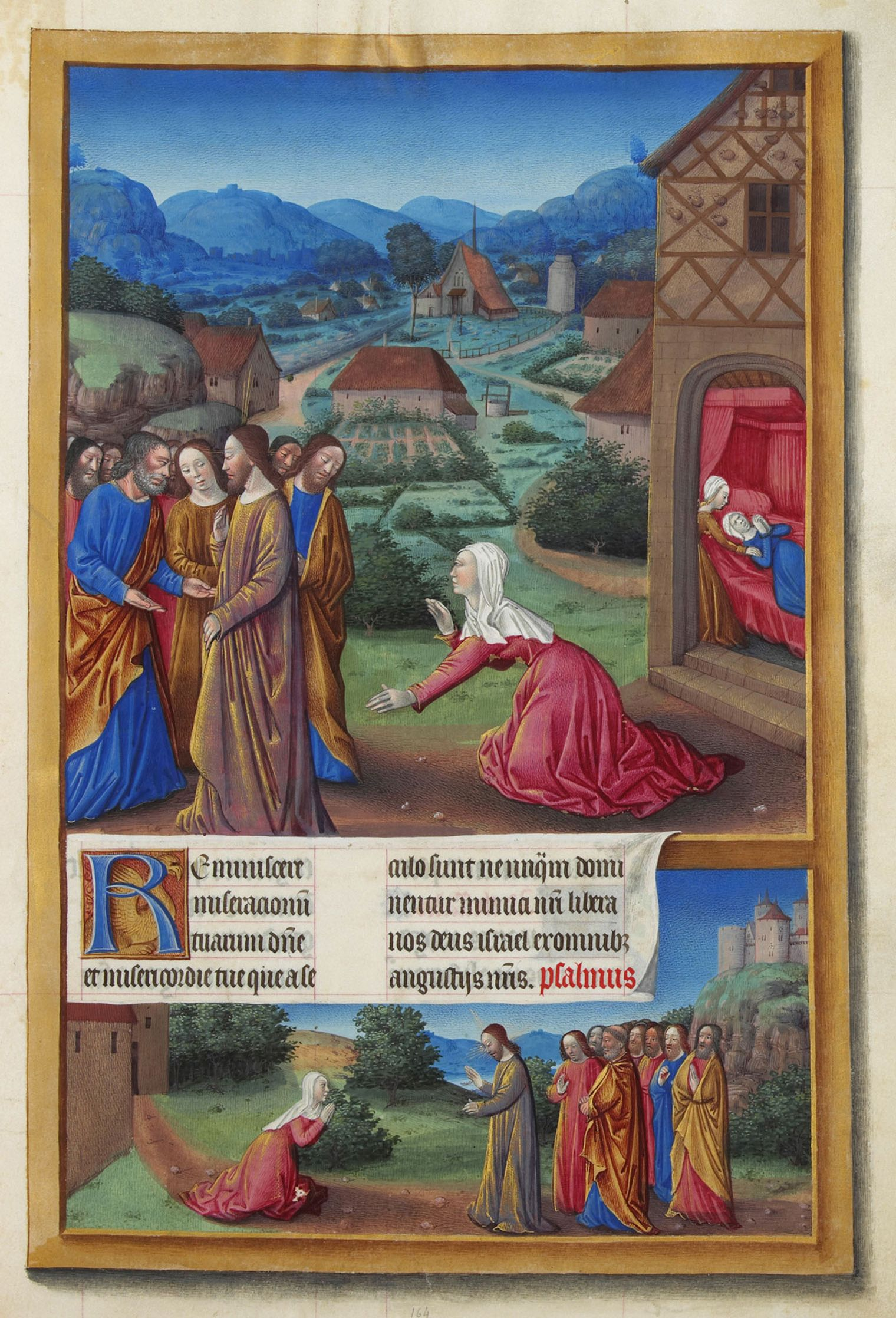
Iisus vindecând fiica femeii cananeence din Très Riches Heures du Duc de Berry, sec. al XV-lea.

Vindecarea fiicei femeii cananeence este una din minunile lui Iisus, consemnată în Evanghelia după Matei (15:21-28) și în cea după Marcu (7:24-30).
Potrivit evangheliilor, pe când se afla în părțile Tirului și ale Sidonului, Iisus a vindecat-o pe fiica unei femei păgâne din părțile Tirului și ale Sidonului (Evanghelia după Matei (15:21-22)) sau din Fenicia Siriei (Evanghelia după Marcu 7:24).
Femeia cananeeancă a venit la Iisus, strigând: "Doamne, Fiu al lui David, fie-ți milă de mine! Fiica mea este posedată de demon și se chinuie teribil."
Iisus nu i-a adresat niciun cuvânt. Așa că ucenicii lui au venit la el și l-au rugat: "Alung-o de aici pentru că strigă în continuu în urma noastră."
El a răspuns: "Eu am fost trimis numai către oile cele pierdute ale casei lui Israel."
Femeia a venit și a îngenuncheat la picioarele lui. "Doamne, ajută-mă!" a spus ea.
El a răspuns: "Nu este drept să iei pâinea copiilor și s-o arunci câinilor."
"Așa este, Doamne", a spus ea. "Dar și câinii mănâncă din fărâmiturile care cad de la masa stăpânilor lor."
Atunci Iisus i-a spus ei:
"O, femeie, mare este credința ta! Fie ție după cum voiești."
Și fiica ei s-a vindecat chiar în ceasul acela.